# الكسار
الكَسَار هي بلدية تقع في مقاطعة وادي الحجارة في قشتالة والمنشف في إسبانيا. تقع على الحدود مع منطقة مدريد في مسار الطريق N-320  على ارتفاع 833 مترًا فوق مستوى سطح البحر. مساحة البلدية 51.84 كم2.